# HD10943
HD10943 є хімічно пекулярною зорею спектрального класу
A3 й має видиму зоряну величину в смузі V приблизно  9,0.